# Mostaganem
Mostaganem (en àrab مستغانم,  Mustaḡānim) és una ciutat portuària i capital de la província de Mostaganem, al nord-oest d'Algèria. La ciutat fou fundada al segle xi al golf d'Arzew, a la mar Mediterrània, a la desembocadura del Chelif, i està a 72 km d'Orà. No hi ha port natural i les puntes Kharruba i Salamandra són poc pronunciades i deixen els vaixells exposats als vents del nord i de l'oest. El 2005 tenia 140.252 habitants.
Gairebé tot et remet a l'època de la colonització francesa que va començar el 1833 i que en poc temps va derruir palaus, mesquites i muralles, per portar a terme la construcció segons els models occidentals. Al seu lloc hi varen construir un port, carrers rectes en barris nous, col·legis, places amb plàtans, cambres de comerç i hospitals. També varen dotar la ciutat d'un enllaç ferroviari que la connectava amb Orà i Alger.

## Història
Si bé s'ha suggerit que podria ser el port púnic de Murustaga, que després va rebre el nom de Cartenna en temps de l'emperador romà Gal·liè (260-268), no hi ha evidències arqueològiques o altres que permetin assegurar-ho.
S'esmenta per primer cop al segle xi, per al-Bakrí, no com a port sinó com una població propera a la mar (a un km) on es plantava cotó a les abundants terres fèrtils a un colze del Ayn Sefra. Segons la tradició l'almoràvit Yússuf ibn Taixfín va construir el 1082 una fortalesa coneguda després com a Bordj al-Mahal, del nom d'una tribu del veïnatge i que després fou presó. La fortalesa servia de protecció per un eventual atac des de la mar i per controlar a les tribus amazigues maghrawa del rerepaís. Al segle xii al-Idrisi diu que tenia banys i mercats i l'aigua era abundant. Cap esdeveniment s'hi assenyala sota els almohades però a la decadència d'aquests els Maghrawa es van fer independents (vegeu Emirat maghrawa del Chelif).
El 1267 i 1271 el sultà zayyànida (abdalwadita) de Tlemcen, Yaghmorasen, va sotmetre les tribus més turbulentes i va incorporar els seus territoris al seu estat. El 1281 va donar el govern de Mostaganem al seu cosí al-Zaim ibn Yahya d'una branca col·lateral de la família, tot i que desconfiava d'aquests parents; efectivament al-Zaim va cridar als maghrawa a la revolta i es va fer independent. Yaghmorasen va marxar personalment a la zona i va assetjar la ciutat fins que el rebel es va rendir a canvi de poder exiliar-se a la península Ibèrica. El 1334/1335 va passar a mans dels marínides governats per Abu-l-Hàssan Alí ibn Uthman (1331-1348) que tenia assetjada Tlemcen. Després de la victòria el sultà marínida va construir una mesquita a la ciutat. No va tardar a retornar a mans dels abdalwadites després de la greu derrota marínida a Kairuan el 1348.
L'afebliment dels emirs de Tlemcen va permetre a la tribu Suwayd del grup hilàlida dels Zughba, dominar la zona i durant un segle va viure una existència precària. A l'inici del segle xvi Lleó l'Africà diu que només ocupava un terç del perímetre que havia tingut anteriorment, però diu que tenia 1500 focs (que serien deu mil habitants) i diu que es produïen teles i que alguns vaixells europeus arribaven al seu moll per fer el comerç; el riu passava pel mig de la població el que indica que a més de la vila emmurallada de la riba esquerra havien sorgit barris a la riba dreta que després sota els turcs otomans s'esmenten com Tijdit (La Nova) i Matmur (La Sitja). Les seves defenses foren reforçades per Khayr al-Din el 1516.
El setembre del 1609 hi arribaren diversos vaixells procedents del Grau de València amb un important nombre de moriscos valencians que en un primer moment s'havien dirigit al port d'Orà, llavors en mans dels espanyols. Davant la negativa de desembarcar-hi es van dirigir a Mostaganem. Entre els diversos moriscos valencians hi havia un grup procedent de Benaguasil i format per les més importants famílies morisques del poble, com ara els Abenàmir o els Xerrin. Aquests valencians, de llengua aràbiga i de religió musulmana, es van distribuir per diverses ciutats del nord d'Àfrica, especialment a Alger.
Al segle xviii s'esmenta la ciutadella (potser el Fort de l'Est) que construït en un turó dominava la població. El 1830 la guarnició la formaven uns centenars de turcs i kulughlis (barreja de turcs i àrabs). El francesos els van agafar al seu servei i els van posar sota autoritat del caid Ibrahim. Però els soldats es van desdir del jurament de fidelitat al caid i es van aliar a la tribu Madjahir que vivia a la rodalia, sempre insubmisa. Llavors el general Desmichels va ocupar la vila el 1833 i hi va establir guarnició. Les seves tropes foren atacades per Abd el-Kader amb el qual Desmichels va haver de signar un acord. Clauzel va haver de reconquerir Mostaganem el 1835. Sota el general Bugeaud, fou el centre d'operacions contra Abd el-Kader. Allí es va crear el 1847 el primer batalló de tiradors algerians (turcs) i fou centre important de reclutament de tropes indígenes.
Es va desenvolupar durant la colònia francesa i el 1960 tenia 65.000 habitants. El seu port es va construir de manera artificial però tot i així els dos molls ofereixen més aviat poc resguard als vaixells que hi ancoren. El 1987 tenia 114.037 habitants i el 1998 eren 125.911 habitants o 130.288 habitants segons Geo Hive.	
El maig del 2006, un grup d'arqueòlegs de les universitats d'Alger i de la Rovira i Virgili, feren a Errayah (una regió de dunes propera a Mostaganem), una sèrie d'excavacions arqueològiques, per tal de localitzar restes fòssils dels primers pobladors del nord d'Àfrica.